# Едвард Кобилинський
Едвард Кобилинський (пол. Edward Kobyliński, 15 січня 1908 — 7 вересня 1992) — польський академічний веслувальник.
Бронзовий призер Олімпійських Ігор 1932 року в складі розпашної четвірки зі стерновим.